# Elevci
Elevci (macedónul: Елевци) település Észak-Macedóniában, a Délnyugati körzet Centar Zsupa-i járásában.

## Népesség
| Lakosok száma | 700  | 699  | 144  | 114  | 143  | 201  | 190  | 260  | 271  |
|               | 1948 | 1953 | 1961 | 1971 | 1981 | 1991 | 1994 | 2002 | 2021 |

2002-ben 260 lakosa volt, akik mindannyian törökök.